# ザ・スタンド (2020年のドラマ)
『ザ・スタンド』（The Stand）は、1978年にスティーヴン・キングによって執筆された同タイトルの小説を基に2020年に制作されたアメリカのドラマである。全1シーズン9エピソード。

## キャスト
※括弧内は日本語吹替。
- スチュー・レッドマン:ジェームズ・マースデン（宮内敦士）
- フラニー・ゴールドスミス:オデッサ・ヤング（本名陽子）
- ラリー・アンダーウッド:ジョヴァン・アデポ（竹田雅則）
- ニック・アンドロス:ヘンリー・ザザ（吉原光）
- トム・カレンブラッド・ウィリアム・ヘンケ（ボルケーノ太田）
- マザー・アヴァゲイル:ウーピー・ゴールドバーグ（片岡富枝）
- ランドル・フラッグ（英語版）(闇の男):アレキサンダー・スカルスガルド（桐本拓哉）
- ロイド・ヘンリード:ナット・ウルフ（烏丸祐一）
- ハロルド・ラウダー:オーウェン・ティーグ（新祐樹）
- ナディーン・クロス:アンバー・ハード（佐古真弓）
- グレン・ベートマン:グレッグ・キニア（高瀬右光）
- ゴミ箱男:エズラ・ミラー
- ドクター・エリス:ヘイミッシュ・リンクレイター
- ボビー・テリー:クリフトン・コリンズ・Jr
- アメリカ合衆国大統領:ブライアン・クランストン